# Conti di Ponthieu
La contea di Ponthieu sembra sia stata l'evoluzione di una marca creata in epoca merovingia per difendere la Piccardia dalle incursioni sassoni e vichinghe: i primi titolari, pur non portando il titolo di conte di Ponthieu ma quello di duca, amministravano a tale scopo la regione e dopo la fondazione anche l'abbazia di Saint-Riquier (che inizialmente governavano come abati laici e di cui portavano il titolo di protettore).
Alcuni cronisti (l'autore della Chronique de Marchiennes e Jean de La Chapelle) citano come primo governante del Ponthieu Ragnacairo, parente stretto (forse fratellastro) di Clodoveo I, e padre di Alcairo (a sua volta padre di Ricario di Centule); Alcairo avrebbe ricevuto da Clotario I il titolo di duca.
Secondo molti autori fu con Angilberto che il governo del Ponthieu iniziò a trasmettersi per via ereditaria, a causa del declino della dinastia merovingia e della sua perdita di controllo sui poteri locali.
Il titolo di conte di Montreuil apparve durante il X secolo, e quello di conte di Ponthieu ci è attestato dopo il 1024, con Enguerrand I.

## Protettori di Saint-Riquier
- 794-814: Angilberto (745 circa–814), duca delle terre marittime, consigliere del re Pipino d'Italia.
- 814-845: Nitardo († 845), figlio del precedente e di Berta, figlia di Carlo Magno.
- ?-866: Rodolfo († 866), abate laico di Jumièges, conte di Sens, figlio del conte Guelfo I.

## Conti di Montreuil

### Casato di Montreuil
- ?-926: Helgaud († 926), conte di Montreuil[7], protettore di Saint-Riquier nell'881.
- 926-945: Herluin († 945), conte di Montreuil e d'Amiens (944–945), protettore di Saint-Riquier, figlio del precedente.
- 945-948: Roger († 957 circa), conte di Montreuil, protettore di Saint-Riquier.[8]

### Casato di Fiandra
- 948-958: Arnolfo I (873–965), conte di Fiandra, si impadronì di Montreuil per diritto di conquista. Nel 958 ne lasciò il governo al figlio maggiore.
- 958-961: Baldovino III (940–962), conte di Fiandra, figlio del precedente.
- 961-965: Arnolfo I (873–965), nuovamente. Alla morte del figlio, essendo il nipote Arnolfo ancora in fasce, riprese le redini del governo.
- 965-988: Arnolfo II (961–988), conte di Fiandra, figlio di Baldovino III.
- 988-996: Rozala d'Ivrea (955–1003), vedova del precedente, risposata nel 988 a Roberto, futuro re di Francia conosciuto come Roberto il Pio, figlio di Ugo Capeto. Roberto la ripudiò verso il 991/992 e la contea rimase a lui. Ugo Capeto avocò alla Corona una parte della sovranità sulla contea di Montreuil[9] e donò il Ponthieu a suo genero Ugo.[10]

## Conti di Ponthieu

### Casato di Ponthieu
- 996-1000: Ugo I († 1000), protettore di Saint-Riquier, castellano d'Abbeville, poi signore di Ponthieu; sposato verso il 994 a Gisèle, figlia di Ugo Capeto e Adelaide d'Aquitania.
- 1000-1048: Enguerrand I (995–1048), ebbe il titolo di conte di Ponthieu nel 1024, figlio del precedente; sposato a Adelina d'Olanda, vedova di Baldovino II di Boulogne.
- 1048-1052: Ugo II (1014–1052), conte di Ponthieu, figlio del precedente; sposato a Berta, figlia di Guerimfredo, signore d'Aumale.
- 1052-1053: Enguerrand II (1033–1053), conte di Ponthieu e signore d'Aumale, figlio del precedente; sposato a Adelaide di Normandia, figlia di Roberto il Magnifico, duca di Normandia.
- 1053-1100: Guido I († 1100), conte di Ponthieu, fratello del precedente; sposato ad Ada d'Amiens.

### Casata di Montgomery
- 1100-1106/10: Roberto II di Bellême, signore d'Alençon; sposato a Agnese di Ponthieu, figlia di Guido I e Ada d'Amiens.
- 1106/10-1126: Guglielmo I detto Talvas (1095–1171), conte d'Alençon, figlio del precedente; sposato a Elena di Borgogna, figlia di Oddone I, duca di Borgogna.
- 1126-1147: Guido II di Ponthieu (1115–1147), conte di Ponthieu, figlio del precedente, morto prima di questi.

- 1147-1191: Giovanni I (1141–1191), conte di Ponthieu, figlio del precedente; sposato a Beatrice, figlia di Anselmo di Campdavaine, conte di Saint-Pol, ed Eustachia di Champagne.
- 1191-1221: Guglielmo II di Ponthieu detto Talvas (1177–1221), figlio del precedente; sposato nel 1195 ad Adele di Francia, figlia di Luigi VII; vedovo, sposò Costanza di Castiglia.
- 1221-1250: Maria di Ponthieu (1199–1250), figlia del precedente; sposata nel 1208 a Simone di Dammartin (1180–1239)

### Casato di Dammartin
- 1221-1237: Simone di Dammartin (1180–1239), conte d'Aumale e di Ponthieu; sposato nel 1208 a Maria (1199–1250), contessa di Ponthieu.
- 1239-1278: Giovanna di Dammartin (1220–1279), contessa d'Aumale e di Ponthieu, figlia del precedente; sposata nel 1237 a Ferdinando III di Castiglia; vedova, sposò nel 1254 Jean de Nesle, che resse la contea a nome suo.

### Casato di Castiglia
- 1239-1252: Ferdinando III, re di Castiglia; sposato nel 1237 a Giovanna di Dammartin, contessa d'Aumale e di Ponthieu.
- 1278-1290: Eleonora di Castiglia (1241–1290), figlia del precedente, infanta di Castiglia e contessa di Montreuil e di Ponthieu; sposata nel 1254 al re d'Inghilterra Edoardo I Plantageneto.

### Plantageneti
- 1278-1290: Edoardo I Plantageneto (1239–1307), re d'Inghilterra, duca d'Aquitania e conte di Ponthieu; sposato nel 1256 a Eleonora di Castiglia, contessa di Ponthieu.
- 1290-1327: Edoardo II (1284–1327), re d'Inghilterra, duca d'Aquitania e conte di Ponthieu, figlio del precedente; sposato nel 1308 a Isabella di Francia.
- 1327-1336: Edoardo III (1312–1377), re d'Inghilterra, duca d'Aquitania e conte di Ponthieu, figlio del precedente; sposato nel 1328 a Filippa di Hainaut, figlia di Guglielmo I di Hainaut, conte di Hainaut, Olanda e Zelanda e signore di Frisia.

Nel 1336 il re di Francia Filippo VI di Valois confisca il Ponthieu.

## Riunione al dominio reale e cessioni
- 1351-1360: Giacomo I di Borbone-La Marche (1319–1362), conte di la Marche e di Ponthieu.

Nel 1360 il trattato di Brétigny restituisce il Ponthieu all'Inghilterra.
- 1360-1369: Edoardo III (1312–1377), re d'Inghilterra

Nel 1369 Carlo V di Francia riconquista la contea e la riunisce al dominio reale.
- Il futuro Carlo VII, riceve alla nascita il titolo di conte di Ponthieu.

Dal 1417 al 1430 la contea è sotto occupazione inglese.
- 1417-1422: Enrico V, re d'Inghilterra.
- 1422-1430: Enrico VI, re d'Inghilterra.

Dal 1435 al 1477 la contea viene ceduta ai duchi di Borgogna.
- 1435-1467: Filippo III il Buono.
- 1467-1477: Carlo il Temerario.

## Conti in appannaggio
Il Ponthieu venne dato in appannaggio:
- 1583-1619: Diana di Valois (1538–1619), figlia illegittima di Enrico II di Francia.
- 1619-1650: Carlo di Valois-Angoulême (1573–1650), duca d'Angoulême, figlio illegittimo di Carlo IX.
- 1650-1653: Luigi Emanuele di Valois-Angoulême (1593–1653), figlio del precedente.
- 1653-1690: Maria Francesca d'Angoulême (1632–1696); sposata nel 1649 a Luigi di Guisa, duca di Joyeuse. Senza eredi viventi, lasciò i suoi possedimenti alla Corona di Francia.